# 高橋冬樹 (俳優)
高橋 冬樹（たかはし ふゆき、1949年2月25日 - ）は、日本の男性俳優、声優。本名：高橋 良男（たかはし よしお）。劇団近代座に所属していたが、現在の消息は不明。

## 出演作品

### テレビドラマ
- 獅子の時代（NHK）

### テレビアニメ
- チャージマン研!（1974年、ナレーション）
- ダメおやじ（1974年、医者）
- ドン・チャック物語（1975年、カチンコ〈初代〉）

### 吹き替え
- 荒野の用心棒（ホワン・テディオス）※TBS旧録版